# امید شمس
امید شمس (زادهٔ ۲۶ فروردین ۱۳۶۹ در کرج) کارگردان، نویسنده، تهیه‌کننده، کارگردان و نویسنده و فارغ‌التحصیل انجمن سینمای جوانان کرج و مدرسه ملی سینمای ایران است. فیلم سینمایی «ملاقات خصوصی» با بازی پریناز ایزدیار و هوتن شکیبا اولین فیلم بلند امید شمس بعد از ساخت فیلم‌های کوتاه «گذر»، «شب تولد» و «قرار» است. «ملاقات خصوصی» نخستین بار در چهلمین دوره از جشنواره فیلم فجر به نمایش درآمد و با استقبال بسیاری از سمت مخاطبان و منتقدین مواجه شد. «ملاقات خصوصی» پرفروش‌ترین فیلم اجتماعی تاریخ سینما ایران است. امید شمس در اثر سینمایی پوست (فیلم ۱۳۹۷) به کارگردانی برادران ارک مشاور بوده است.

## فیلم‌شناسی
| سال  | عنوان        | سمت      | سمت     | توضیحات    |
| سال  | عنوان        | کارگردان | نویسنده | توضیحات    |
| ---- | ------------ | -------- | ------- | ---------- |
| ۱۴۰۰ | ملاقات خصوصی | آری      | آری     | فیلم بلند  |
| ۱۳۹۶ | قرار         | آری      | آری     | فیلم کوتاه |
| ۱۳۹۵ | شب تولد      | آری      | آری     | فیلم کوتاه |
| ۱۳۹۴ | گذر          | آری      | آری     | فیلم کوتاه |

## جوایز
| سال  | جایزه                                                  | رده                                                              | اثر نامزد شده | نتیجه    | منبع          |
| ---- | ------------------------------------------------------ | ---------------------------------------------------------------- | ------------- | -------- | ------------- |
| ۱۴۰۰ | بهترین کارگردانی                                       | تندیس زرین جشنواره بین‌المللی فیلم شهر                            | ملاقات خصوصی  | نامزدشده | [ ۵ ]         |
| ۱۴۰۰ | بهترین فیلمنامه                                        | تندیس زرین جشنواره بین‌المللی فیلم شهر                            | ملاقات خصوصی  | نامزدشده | [ ۵ ]         |
| ۱۴۰۰ | بهترین فیلمنامه                                        | انجمن منتقدان فارسی‌زبان                                          | ملاقات خصوصی  | برنده    | [ ۵ ]         |
| ۱۴۰۰ | بهترین کارگردان                                        | انجمن منتقدان فارسی‌زبان                                          | ملاقات خصوصی  | برنده    | [ ۵ ]         |
| ۱۴۰۰ | نامزد جایزهٔ بهترین فیلم اول                            | بخش سودای سیمرغ چهلمین دوره جشنواره فیلم فجر                     | ملاقات خصوصی  | نامزدشده | [ ۵ ]         |
| ۱۳۹۸ | بهترین فیلم جشنواره                                    | جشنواره بین‌المللی فیلم کوتاه پام اسپرینگز                        | شب تولد       | نامزدشده | [ ۶ ]         |
| ۱۳۹۸ | بهترین فیلم کوتاه روایی                                | [[جشنواره بین‌المللی فیلم رود آیلند                               | شب تولد       | نامزدشده | [ ۷ ]         |
| ۱۳۹۸ | بهترین فیلم کوتاه                                      | بخش جایزهٔ طلاییجشنواره بین‌المللی فیلم کویین پالم                 | شب تولد       | برنده    | [ ۷ ]         |
| ۱۳۹۸ | بهترین فیلم کوتاه روایی                                | بخش جایزهٔ بزرگ هیئت داروان جشنواره هنرهای یوتا                   | شب تولد       | نامزدشده | [ ۷ ]         |
| ۱۳۹۸ | بهترین فیلم کوتاه                                      | جشنواره تویین ریورز میدیا                                        | شب تولد       | نامزدشده | [ ۷ ]         |
| ۱۳۹۸ | بهترین فیلم کوتاه روایی                                | بخش جایزهٔ هیئت داوران جشنواره جهانی فیلم مایلستن                 | شب تولد       | نامزدشده | [ ۷ ]         |
| ۱۳۹۸ | بهترین فیلم کوتاه                                      | جشنواره فیلم بیگ واتر                                            | شب تولد       | نامزدشده | [ ۷ ]         |
| ۱۳۹۷ | بهترین فیلم کوتاه                                      | بخش بین‌الملل جشنواره جهانی فیلم کوتاه کلرمون فران                | شب تولد       | نامزدشده | [ ۷ ]         |
| ۱۳۹۷ | بهترین فیلم کوتاه                                      | بخش بهترین فیلم جشنواره فیلم‌های کوتاه پاف                        | شب تولد       | نامزدشده | [ ۷ ]         |
| ۱۳۹۷ | بهترین فیلم کوتاه                                      | بخش بهترین فیلم جشنواره فیلم‌های کوتاه پاف                        | شب تولد       | نامزدشده | [ ۷ ]         |
| ۱۳۹۷ | بهترین فیلمنامه (نویسنده امید شمس)                     | مسابقهٔ فیلم‌های کوتاه جشنواره بین‌المللی فیلم‌های فارسی (استرالیا)  | شب تولد       | نامزدشده | [ ۷ ] [ ۸ ]   |
| ۱۳۹۵ | بهترین فیلم‌کوتاه                                       | جشنواره فیلم کوتاه میامی                                         | شب تولد       | نامزدشده |               |
| ۱۳۹۷ | بهترین فیلم کوتاه                                      | جشنواره بین‌المللی فیلم کوتاه لینز                                | شب تولد       | برنده    | [ ۱۰ ]        |
| ۱۳۹۷ | بهترین فیلمنامه (نویسنده امید شمس)                     | فستیوال فیلم‌های کوتاه جشنواره بین‌المللی فیلم‌های پارسی (استرالیا) | شب تولد       | نامزدشده | [ ۱۱ ]        |
| ۱۳۹۷ | بهترین فیلمنامه                                        | جشنواره سی‌وپنجم فیلم کوتاه تهران                                 | قرار          | برنده    | [ ۱۲ ]        |
| ۱۳۹۵ | بهترین فیلم‌کوتاه                                       | جشنواره فیلم کوتاه میامی                                         | شب تولد       | نامزدشده | [ ۱۳ ]        |
| ۱۳۹۶ | بهترین فیلمنامه (نویسنده امید شمس)                     | جشنواره بین‌المللی فیلم کوتاه تهران                               | شب تولد       | برنده    | [ ۱۴ ]        |
| ۱۳۹۵ | بهترین فیلم‌کوتاه                                       | جشنواره فیلم آسیایی چشم سوم                                      | شب تولد       | برنده    | [ ۱۵ ] [ ۱۶ ] |
| ۱۳۹۵ | تندیس جشنواره برای بهترین فیلم با موضوع «ایمان و امید» | سی و سومین جشنواره بین‌المللی فیلم کوتاه تهران                    | گذر           | برنده    | [ ۱۷ ]        |